# Yanick van Osch
Yanick van Osch (Amsterdam, 24 marzo 1997) è un calciatore olandese, portiere dell'RKC Waalwijk.

## Carriera
Cresciuto nel settore giovanile del PSV, ha trascorso 4 stagioni con la formazione riserve in Eerste Divisie collezionando 50 presenze. Nel 2020 è stato ceduto al Fortuna Sittard. 